# Deurali (Parbat)
Deurali (nep. देउराली) – gaun wikas samiti w zachodniej części Nepalu w strefie Dhawalagiri w dystrykcie Parbat. Według nepalskiego spisu powszechnego z 2001 roku liczył on 479 gospodarstw domowych i 2110 mieszkańców (1137 kobiet i 973 mężczyzn).